# ツヴァサス

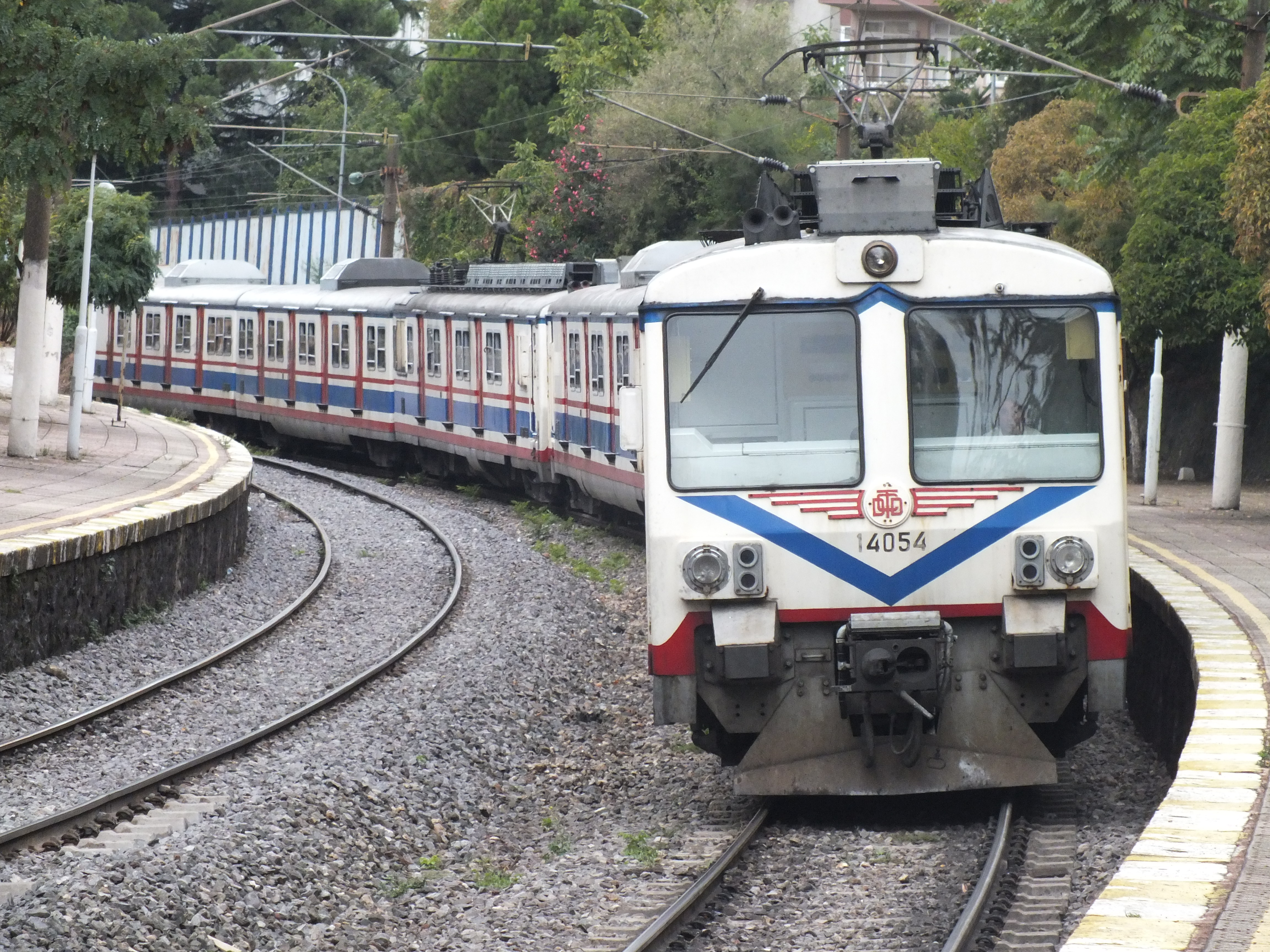
ツヴァサスが製造したトルコ国鉄E14000系電車

ツヴァサス（トルコ語: TÜVASAŞ）は、トルコの鉄道車両製造会社。正式社名である「トルコ車両製造株式会社」(Türkiye Vagon Sanayi A.Ş.) の略である。

## 概要
1948年にアダパザルで鉄道補修工房 (Vagon Tamir Atölyesi) として創業し、客貨車の修理を手がけた。1961年にアダパザル鉄道工場 (Adapazarı Demiryolu Fabrikası) となり翌1962年に客車の製造を開始した。1971年にUIC規格客車の製造を開始した。1975年にアダパザル車両製造機構 (Adapazarı Vagon Sanayi Müessesesi (ADVAS)) となった。1979年にアルストム社のライセンスで電車を作った。1986年に組織が会社化され、現在の名称になった。
トルコ国鉄 (TCDD) に鉄道車両を納入している。 
韓国の現代ロテムと合弁でユーロテム社を設立、HSR-350のライセンス生産を行う予定である。